# Cichlasomatini
Cichlasomatini – plemię ryb z podrodziny Cichlinae w obrębie rodziny pielęgnicowatych (Cichlidae).

## Systematyka
Plemię Cichlasomatini obejmuje ponad 80 gatunków zgrupowanych w rodzajach:
- Acaronia Myers, 1940
- Aequidens Eigenmann & Bray, 1894
- Andinoacara Musilová, Říčan & Novák, 2009
- Bujurquina Kullander, 1986
- Cichlasoma Swainson, 1839
- Cleithracara Kullander & Nijssen, 1989
- Ivanacara Römer & Hahn, 2006
- Krobia Kullander & Nijssen, 1989
- Laetacara Kullander, 1986
- Nannacara Regan, 1905
- Rondonacara Ottoni & Mattos, 2015
- Tahuantinsuyoa Kullander, 1986

Typem nomenklatorycznym jest Cichlasoma. Cichlasomatini jest taksonem siostrzanym dla Heroini.